# Battaglia di Atoleiros

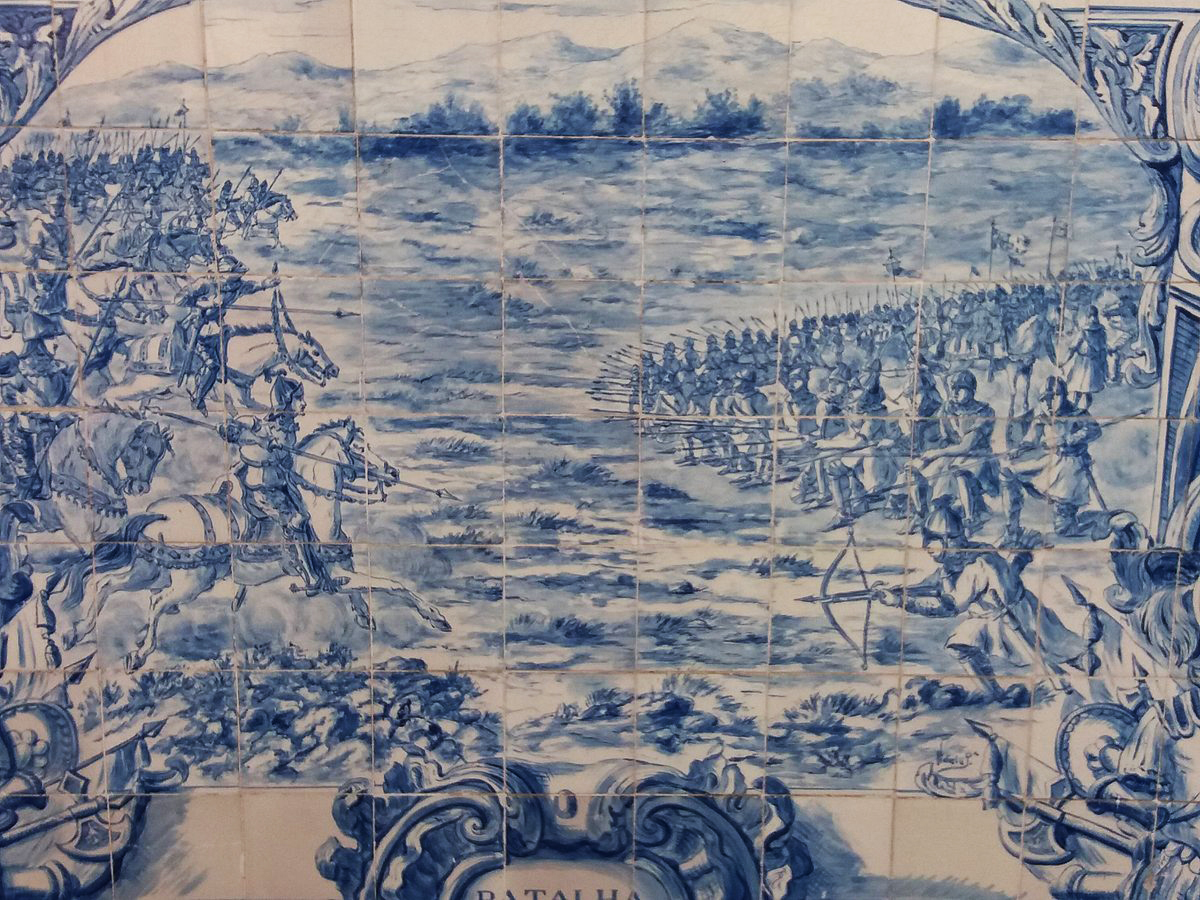

La battaglia di Atoleiros si svolse il 6 aprile 1384 nelle vicinanze dell'odierno villaggio di Fronteira (Portogallo), nell'Alentejo, Portogallo  tra le truppe portoghesi di Nuno Álvares Pereira, ribelle per gli spagnoli, e l'esercito del re di Spagna Giovanni I di Castiglia, che aveva invaso il Portogallo. È stata la prima grande battaglia della Crisi del 1383-1385.

## Premesse
Nell'ottobre del 1383, alla morte del re del Portogallo, Ferdinando I, come da accordi prematrimoniali, presi col marito della figlia, il re di Castiglia, Giovanni I, la regina madre Eleonora assunse la reggenza del regno portoghese per conto della figlia Beatrice. Ma in Portogallo non tutti accettarono la situazione sia per la sua fama di adultera sia perché, nel caso Beatrice fosse premorta a Giovanni di Castiglia, il Portogallo si sarebbero trovato con un re straniero.
Allora un gruppo di nobili, tra cui Nuno Álvares Pereira, con l'appoggio della popolazione di Lisbona, nel dicembre del 1383, proclamò Giovanni, Gran Maestro dell'Ordine di Aviz, difensore del regno dopo aver decretato la deposizione della regina, Beatrice.
Giovanni di Castiglia, chiamato da Eleonora, nel gennaio del 1384, invase il Portogallo.

## La battaglia
L'esercito castigliano, forte di circa 6 000 uomini, per la maggior parte a cavallo, penetrò in Portogallo nella regione dell'Alentejo.
La protezione di questa regione era stata affidata a Nuno Álvares Pereira, che era partito da Lisbona con 1500 fanti, a cui si erano aggiunti i cavalieri, prima dell'arrivo ad Atoleiros.
Giovanni I, che con l'esercito castigliano, stava assediando il villaggio di Fronteira, inviò un messaggero al Pereira per convincerlo a ritirarsi; Pereira rifiutò, e i castigliani, tolto l'assedio, avanzarono incontro ai portoghesi, che prontamente apprestarono un quadrato difensivo. Nella breve battaglia che ne seguì, la cavalleria castigliano non riuscì a rompere il quadrato portoghese, subendo pesanti perdite, mentre i portoghesi ne ebbero pochissime, e i castigliani decisero di ritirarsi e raggiunsero Santarem città fedele ad Eleonora Telles de Menezes, dove, Giovanni I reclamò il regno per conto della moglie, Beatrice.
Nella battaglia di Atoleiros ci fu la prima utilizzazione efficace della "tattica del quadrato" sul campo di battaglia. Questa tattica, in cui gruppi di fanteria si difendevano e contemporaneamente usavano le armi difendendosi da tutte le direzioni, è stato un tale successo che era ancora in uso più di 500 anni dopo, durante le guerre napoleoniche contro gli attacchi di massa della cavalleria francese, e durante la Guerra Zulu contro enormi masse di fanteria prevalentemente armate di lancia. È stato particolarmente efficace quando la fanteria dovette combattere contro la cavalleria pesante.